# Hertog van Östergötland
De titel hertog(in) van Östergötland is een titel die door de Zweedse monarch kan worden verleend aan een ander lid van de Zweedse Koninklijke Familie. De huidige drager van de titel is prinses Estelle, de dochter van prinses Victoria en prins Daniel, hertog en hertogin van Västgötland.